# Julio Ricardo Cruz
Julio Ricardo Cruz (sinh ngày 10 tháng 10 năm 1974) là một cầu thủ bóng đá người Argentina hiện đã giải nghệ. Anh có biệt danh là El Jardinero.

## Sự nghiệp

### Banfield
Julio Cruz gia nhập đội bóng quê nhà ở Argentina là Banfield năm 1993.

### River Plate
Năm 1996, anh chuyển sang chơi cho câu lạc bộ River Plate vào năm 1996 sau khi gắn bó hơn 3 năm với Banfield.

### Feyenoord
Năm 1997,anh chuyển sang châu Âu, gia nhập câu lạc bộ Feyenoord Rotterdam, nơi đây anh bắt đầu phát triển sự nghiệp rồi đến năm 2000 anh được chuyển đến chơi cho câu lạc bộ của Ý là Bologna.

### Bologna
Tại Bologna, dưới sự dẫn dắt của Francesco Guidolin, Cruz trở thành một tiền đạo chủ chốt duy nhất của đội bóng. Dù hiệu số ghi bàn ít nhưng Cruz đã giúp Bologna giữ được vị trí thứ 7 trên bảng xếp hạng tại giải đấu Serie A mùa giải 2001-02.

### Inter Milan
Năm 2003, Cruz rời Bologna chuyển đến gia nhập câu lạc bộ Inter Milan
Anh ghi bàn thắng đầu tiên của mình cho Inter trong chiến thắng 3-0 trước Arsenal F.C. tại Highbury Stadium ngày 17 Tháng 9 năm 2003 ở giải đấu Champions League. Trong một trận đấu với F.C. Porto ngày 01 tháng 11 năm 2005, anh ghi hai bàn trong ba mươi phút sau khi được thay ra bởi tiền đạo Adriano, tỉ số chung cuộc là 2-1. Tại Inter, sự nghiệp của anh ngày càng thăng tiến và trở thành một tiền đạo rất nguy hiểm với những kĩ năng tuyệt vời, ngoài ra anh còn có khả năng đá Penalty, sút phạt tốt.

### Lazio
Ngày 31 Tháng 7 năm 2009, Cruz rời Inter Milan và ký hợp đồng với Lazio trên một hợp đồng hai năm, vào năm 2010 Cruz bị chấn thương nặng và anh quyết từ giã sự nghiệp bóng đá. Lazio là câu lạc bộ cuối cùng anh chơi.

## Sự nghiệp Quốc tế
Cruz thi đấu cho Đội tuyển bóng đá quốc gia Argentina 22 trận và ghi được 3 bàn. Anh cũng tham gia World Cup 2006 trong trận đấu với Hà Lan và Đức. Anh ghi được bàn thắng đầu tiên trên chấm Penalty trong trận đấu Argentina thua Đức với tỉ số 4-2 tại chấm phạt đền.

## Thống kê sự nghiệp câu lạc bộ
| Banfield    | 1993-94   | 5   | 0   | —  | —  | —  | —  | 5   | 0   |  |  |
| Banfield    | 1994-95   | 26  | 6   | —  | —  | —  | —  | 26  | 6   |  |  |
| Banfield    | 1995-96   | 32  | 10  | —  | —  | —  | —  | 32  | 10  |  |  |
| Banfield    | 1996-97   | 1   | 0   | —  | —  | —  | —  | 1   | 0   |  |  |
| Banfield    | Tổng cộng | 64  | 16  | —  | —  | —  | —  | 64  | 16  |  |  |
| River Plate | 1996-97   | 29  | 17  | —  | —  | —  | —  | 29  | 17  |  |  |
| River Plate | Tổng cộng | 29  | 17  | —  | —  | —  | —  | 29  | 17  |  |  |
| Feyenoord   | 1997-98   | 27  | 14  | —  | —  | 6  | 3  | 33  | 17  |  |  |
| Feyenoord   | 1998-99   | 29  | 15  | —  | —  | 2  | 0  | 31  | 15  |  |  |
| Feyenoord   | 1999-2000 | 30  | 15  | —  | —  | 8  | 3  | 38  | 18  |  |  |
| Feyenoord   | 2000-01   | —   | —   | —  | —  | 1  | 0  | 1   | 0   |  |  |
| Feyenoord   | Tổng      | 86  | 44  | —  | —  | 17 | 6  | 103 | 50  |  |  |
| Bologna     | 2000-01   | 27  | 7   | —  | —  | 1  | 0  | 28  | 7   |  |  |
| Bologna     | 2001-02   | 33  | 10  | 2  | 2  | —  | —  | 35  | 12  |  |  |
| Bologna     | 2002-03   | 28  | 10  | 1  | 0  | 6  | 1  | 35  | 11  |  |  |
| Bologna     | Tổng      | 88  | 27  | 3  | 2  | 7  | 1  | 98  | 30  |  |  |
| Inter Milan | 2003-04   | 21  | 7   | 4  | 3  | 10 | 1  | 35  | 11  |  |  |
| Inter Milan | 2004-05   | 18  | 5   | 6  | 2  | 8  | 2  | 32  | 9   |  |  |
| Inter Milan | 2005-06   | 31  | 15  | 8  | 2  | 6  | 4  | 45  | 21  |  |  |
| Inter Milan | 2006-07   | 14  | 7   | 4  | 2  | 4  | 3  | 22  | 12  |  |  |
| Inter Milan | 2007-08   | 28  | 13  | 3  | 4  | 6  | 2  | 38  | 19  |  |  |
| Inter Milan | 2008-09   | 17  | 2   | 1  | 0  | 5  | 1  | 23  | 3   |  |  |
| Inter Milan | Tổng cộng | 125 | 49  | 25 | 13 | 39 | 13 | 190 | 75  |  |  |
| Lazio       | 2009-10   | 25  | 4   | —  | —  | 4  | —  | 29  | 4   |  |  |
| Lazio       | Tổng cộng | 25  | 4   | 0  | 0  | 4  | 0  | 29  | 4   |  |  |
| Tổng cộng   | Tổng cộng | 417 | 153 | 29 | 15 | 62 | 20 | 513 | 189 |  |  |
|             |           |     |     |    |    |    |    |     |     |  |  |

### Thống kê sự nghiệp quốc tế
| Đội tuyển bóng đá Argentina | Đội tuyển bóng đá Argentina | Đội tuyển bóng đá Argentina |
| Năm                         | Trận                        | Bàn                         |
| --------------------------- | --------------------------- | --------------------------- |
| 1997                        | 5                           | 0                           |
| 1998                        | 0                           | 0                           |
| 1999                        | 2                           | 1                           |
| 2000                        | 1                           | 0                           |
| 2001                        | 4                           | 0                           |
| 2002                        | 1                           | 1                           |
| 2003                        | 0                           | 0                           |
| 2004                        | 0                           | 0                           |
| 2005                        | 2                           | 1                           |
| 2006                        | 2                           | 0                           |
| 2007                        | 0                           | 0                           |
| 2008                        | 5                           | 0                           |
| Tổng cộng                   | 22                          | 3                           |

River Plate
- Primera: 2

1996, 1997
Feyenoord
- Eredivisie: 1

1999
- Johan Cruijff-schaal: 1

1999
Inter Milan
- Serie A: 4

2005-06, 2006-07, 2007-08, 2008-09
- Coppa Italia: 2

2005, 2006
- Supercoppa Italiana: 3

2005, 2006, 2008
Lazio
- Supercoppa Italiana: 1

2009